# Homonoea patrona
Homonoea patrona là một loài bọ cánh cứng trong họ Cerambycidae.